# دیوان‌سالار

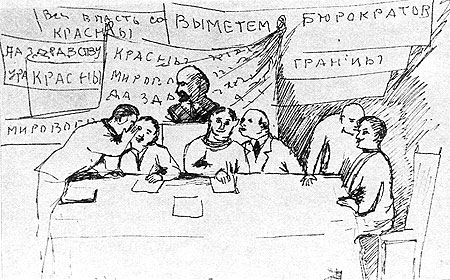
بوروکرات ها (در یک جلسه)

دیوان‌سالار (انگلیسی: Bureaucrat) عضوی از یک دیوان‌سالاری‌ست. این واژه معمولاً برای اشاره به‌شخصی به‌کار می‌رود که درون نهاد حکومت یا کورپوریشن است.